# عامودية
عامودية قرية سوريّة تتبع إداريّاً لمحافظة حلب منطقة منبج ناحية أبو كهف، بلغ تعداد سكانها 286 نسمة حسب التعداد السكاني لعام 2004.